# 白鷺 (中野區)
白鷺（日语：／ Shirasagi */?）是東京都中野區的地名。現行行政地名為白鷺一丁目至白鷺三丁目。2013年10月1日為止的人口有10,897人。郵遞區號165-0035。

## 地理
位於中野區西北部，妙正寺川穿越町內。東鄰若宮、大和町。西部與南部接杉並區下井草，南部連杉並區阿佐谷北，北部與鷺宮之間以西武新宿線為界。
西武新宿線鷺之宮站位於北邊的妙正寺川北岸。三丁目近杉並區區界附近距離下井草站較近。鷺之宮站前有中杉通通過，行駛此地的關東巴士連結北方的中村橋站、練馬站，南方的阿佐谷站、荻窪站。白鷺一丁目附近有往阿佐谷站的折返班次。

## 歷史

### 地名由來
白鷺是1965年7月1日實施住居表示所成立的町名。町名來自町內福藏院 （页面存档备份，存于）的山號「白鷺山」。

## 備註
1. ↑  .   [2013-10-09]. （原始内容存档于2015-06-10）.

## 外部連結
- THE下井草（地域情報網站） （页面存档备份，存于）